# Bjeloruska pravoslavna Crkva
Bjeloruska pravoslavna Crkva ili Bjeloruski egzarhat Moskovskog patrijarhata (bjel.Беларуская Праваслаўная Царква) je egzarhat pod jurisdikcijom Ruske pravoslavne Crkve.
Poglavar je gospodin Filaret, mitropolit minski i slucki i patrijarhov egzarh sve Bjelorusije. Sjedište egzarhata nalazi se u Minsku.

## Povijest
Arhijerejski sabor Ruske pravoslavne Crkve se na svom zasjedanju (9.—11. listopada 1989.) opredijelio za osnivanje Bjeloruskog egzarhata Moskovskog patrijarhata, potvrdivši prethodnu odluku Svetog sinoda o osnivanju Mogiljevske, Pinske i Polocke eparhije.
Dana 16. listopada 1989., na osnovu opredjeljenja Arhijerejskog sabora na prethodno održanom zasjedanju, Sveti sinod donio je odluku da egzarh Bjelorusije ima titulu „mitropolit minski i grodnjenski, patrijarhov egzarh Bjelorusije“. Mitropolit minski i bjeloruski Filaret imenovan je za egzarha.
Arhijerejski sabor je na svom zasjedanju (30.—31. siječnja 1990.) usvojio Uredbu o egzarhatima i ubrzo je primijenio i u Ustavu Ruske pravoslavne Crkve, što je naposljetku potvrđeno od strane Pomjesnog sabora.
Aktom Sinoda Bjeloruskog egzarhata od 6. veljače 1992., potvrđen aktom Svetog sinoda od 19. veljače 1992., tadašnja Minska eparhija je reorganizirana i teritorijalno svedena u granice Minske oblasti. Egzarh je dobio novu arhijerejsku titulu — „mitropolit minski i slucki i patrijarhov egzarh sve Bjelorusije“.
Danas, Bjeloruska pravoslavna Crkva ima 11 eparhija i 1.437 crkvenih općtina.

## Vanjske poveznice
- Službena stranica Bjeloruske pravoslavne Crkve